# Michael Mortimer
Michael Mortimer är en pseudonym för författarna Daniel Sjölin och Jerker Virdborg.
2013 utkom romanen Jungfrustenen, den första delen i en planerad serie om sex böcker. Den andra delen, Fossildrottningen, utkom 2014 och den tredje Blodssystrarna, utkom hösten 2015.